# Dellamora samoensis
Dellamora samoensis es una especie de coleóptero de la familia Mordellidae que habita en Samoa.